# Poa saltuensis
Poa saltuensis là một loài cỏ trong họ hòa thảo, thuộc chi poa.